# Astrocaryum confertum
Astrocaryum confertum är en enhjärtbladig växtart som beskrevs av Hermann Wendland och Karl Ewald Maximilian Burret. Astrocaryum confertum ingår i släktet Astrocaryum och familjen Arecaceae. Inga underarter finns listade i Catalogue of Life.